# 下町のおんなシリーズ・風子
「下町のおんなシリーズ・風子」（したまちのおんなシリーズ・ふうこ）は、1978年11月1日から1979年1月17日まで、フジテレビの「平岩弓枝ドラマシリーズ」（毎週水曜日 21:00 - 21:54（日本標準時））枠で放送されていたテレビドラマである。全12話。原作は平岩弓枝の小説「風子」。

## 内容
主な舞台は東京の下町。風子は石川県の山中温泉から何のあてもないままで上京。そんな折、上野の不忍池で芸者の千代に出会い、風子は三味線を弾かせたら日本一と言われる千代のその音色に聴き惚れて内弟子となり、半ば強引気味に千代の元に住み込む。それでも千代の方も、風子の音に対する温かなものを感じ取って熱心に稽古をつけるのだった。10日ほど過ぎたある日、千代は風子のことで山中温泉に出掛け、風子はその代役としてお座敷に出ることになった。そこで風子は山中温泉で覚えた手妻の芸を披露したところ、それが評判となる。
風子と千代とのふれあいを中心に、周りの下町の人々の善意や優しさなどによって育てられる愛を描いた下町人情喜劇。

## キャスト
- 風子：秋吉久美子
- 千代：杉村春子
- 玉子：葦原邦子
千代の同居人。家事、家の経済一切を引き受けている。
- 崎津要：柴俊夫
- 忍：大村崑
千代の家の近所の煮豆腐屋の主人。
- 兵馬（忍の息子）：岡本信人
- 小早川：山村聡
画家。千代の昔からの馴染み客。
- 東五郎：林与一
三味線の師匠。
- 栄子：浜木綿子
先輩芸者。
- 勝丸：二木てるみ
先輩芸者。
- ちどり：西川まさ子
- 富子：大鹿次代
- 寺西勇次郎：中村伸郎
- 志津：沢村貞子
- 清水信一
- 得三：蟹江敬三
- 池永君子（池永の娘）：都倉成美
- 池永：木村功
大手企業の副社長。風子のパトロンとなる。
- 北沢えみ子：園佳也子
風子の実母。

## スタッフ
- 作：平岩弓枝
- プロデューサー：大野木直之
- 演出：河合義隆、関口保幸
- 原作：平岩弓枝
- 制作協力：フジプロダクション
- 音楽：小椋佳
- 主題歌：小椋佳「忍ぶ草」（作詞・作曲・小椋佳、編曲・星勝）

## 放送リスト
| 話数 | 放送日         | サブタイトル         | 演出     |
| ---- | -------------- | -------------------- | -------- |
| 1    | 1978年 11月1日 | 風子の下町           | 河合義隆 |
| 2    | 11月8日        | 風子の初恋           | 河合義隆 |
| 3    | 11月15日       | 年の春の風子         | 関口保幸 |
| 4    | 11月22日       | 風子の大つごもり     | 関口保幸 |
| 5    | 11月29日       | 風子の初春           | 河合義隆 |
| 6    | 12月6日        | ロスアンゼルスの風子 | 河合義隆 |
| 7    | 12月13日       | 母帰る日の風子       | 河合義隆 |
| 8    | 12月20日       | 春浅い日の風子       | 河合義隆 |
| 9    | 12月27日       | 風子の決心(1)        | 河合義隆 |
| 10   | 1979年 1月3日  | 風子の決心(2)        | 河合義隆 |
| 11   | 1月10日        | 花の下の風子         | 河合義隆 |
| 12   | 1月17日        | 風子の幸せ           | 河合義隆 |